# P-51戰鬥機
| P-51戰鬥機   | P-51戰鬥機                                                         | P-51戰鬥機 |
| ------------ | ------------------------------------------------------------------ | ---------- |
| P-51D        |                                                                    |            |
| 生產廠商：   | 北美航空公司                                                       |            |
| 發動機：     | 一具派卡德V1650-7液冷式發動機                                      |            |
| 最大出力：   | 1490匹馬力（持續最大出力）1720匹馬力（67"進氣壓下緊急出力）        |            |
| 乘員數：     | 1人                                                                |            |
| 長：         | 9.83公尺                                                           |            |
| 翼展：       | 11.29公尺                                                          |            |
| 高：         | 4.17公尺                                                           |            |
| 翼面積：     | 21.83公尺2                                                         |            |
| 空重：       | 3232公斤                                                           |            |
| 最大起飛重： | 5262公斤                                                           |            |
| 作戰半徑：   | 2092公里                                                           |            |
| 最大空速：   | 711公里/時                                                         |            |
| 實用升限：   | 12696公尺                                                          |            |
| 爬升率：     | 1059公尺/分                                                        |            |
| 武裝：       | 機翼上6挺0.50英吋機槍、6～10枚火箭 兩顆100、250、500、1000磅炸彈等 |            |

P-51野馬式戰鬥機（英語：P-51 Mustang），是美國陸軍航空軍在二次世界大戰期間最有名的戰鬥機之一，也是美國海陸兩軍所使用的單引擎戰鬥機當中航程最長，對於歐洲與太平洋戰區戰略轟炸護航最重要的機種，並且一直使用到為止。
Discovery節目《軍武科技排行榜－十大戰機》將P-51選為歷史上十大戰鬥機第一名。

## 設計特點

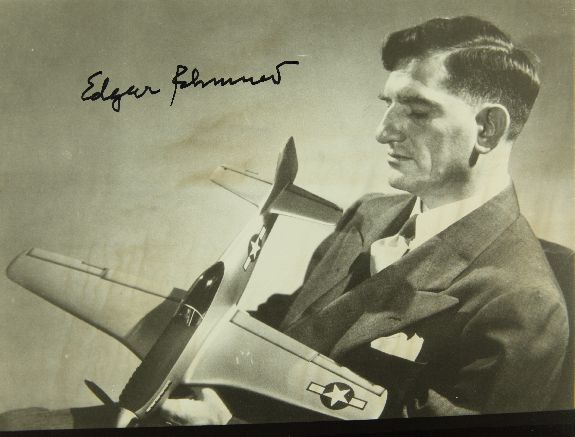
艾德格.舒麥德是P-51和A-36的主設計師

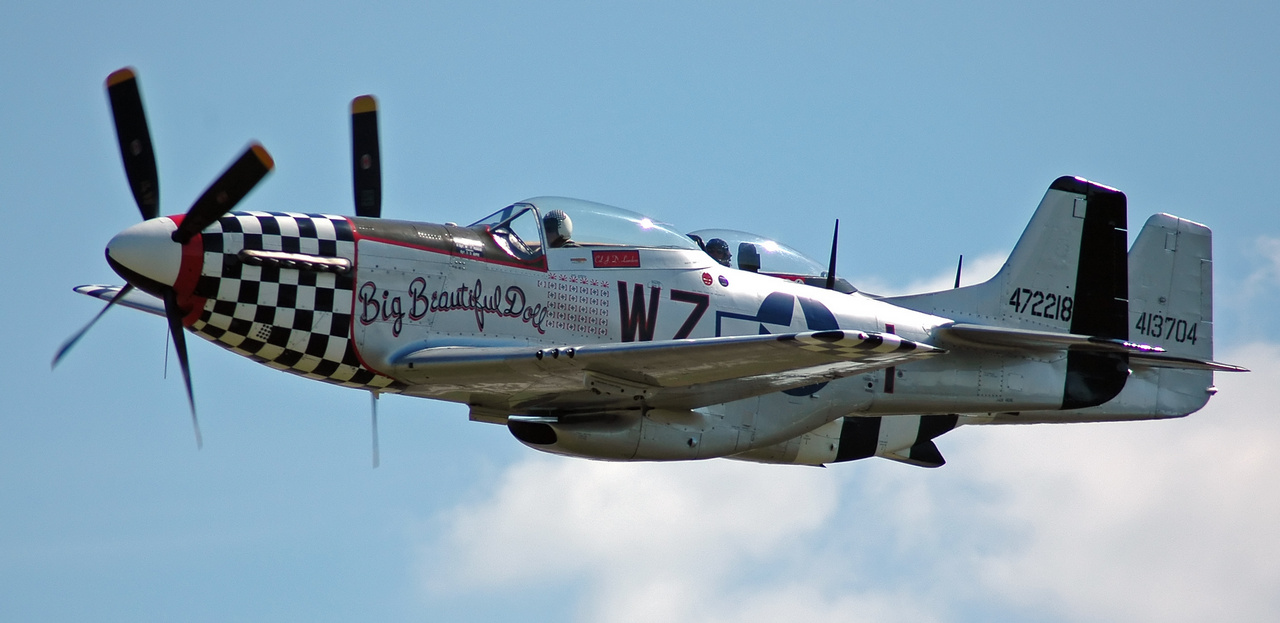
安裝A.P.公司螺旋槳的P-51K型

本機在後世評價上被認為是二戰主力戰鬥機中綜合性能最出色的機種。有別於美軍當時的戰鬥機無論是液冷或氣冷發動機都傾向採用渦輪增壓器以強化高空性能的方針，P-51由於非美軍內定機種，設計初期無法取得渦輪增壓器配額；因此北美公司採用與P-40相同、僅搭配一級增壓器的國產艾利森液冷發動機作為動力來源。但相較於P-40，該機以更為先進的進氣配置與總體佈局使冷卻和空氣動力效率大為提高，並納入層流翼設計進一步強化高速性能。之後改裝搭配有二級二速的機械增壓器的英國梅林發動機使其高空性能突飛猛進，北美公司亦針對新發動機帶來的問題逐一修改，因此成就其罕見的歷史評價。
該機起落架的輪距適中，在整備不良的地面降落時較以往的同級戰鬥機來得穩定，在地面滑行時具備一定程度安定性的同時亦有理想的操控性，所以獲得必須經常在戰地機場上起降的前線飛行員們好評。P-51適應戰局變遷而不斷改進的同時亦衍生了多種問題，最後大部分的改進項目都在最終生產型的P-51H上達成。即使該型號沒有實際戰果，作為航空器而言仍具備了同時期戰機中罕見的高成熟度，驗證了本系列在佈局上高度的先進性與週全性。
有關“本機乃在單發戰鬥機中率先將氣密加壓座艙列為標準配備者”之說僅是誤傳，即使換裝梅林動力後使高空護航性能出類拔萃的中後期型號P-51，自始至終亦未曾搭載過該項設備。此描述在美製戰機之中應指P-47雷霆式。也因此美軍內部跨海陸機種評鑑之中，亦是P-47D奪得最佳高空戰機之銜，P-51D屈居第二。
若將評鑑範圍擴大至盟軍機種，英製噴火式在高空性能上亦領先於同期的P-51。但由於P-51在盟軍防禦力代表的P-47與盟軍綜合機動性極致的噴火式之間取得了向來難以兩全的最佳折衷，而又能以遠低於前兩者的生產與後勤成本供應前線，同時具備盟軍中最高水準的高速巡航性能與高速操控性，在盟軍迫切需要高空高速護航機種以圖反攻的重大時間點上在眾多競爭者之中率先達成此等均衡性，因此拔得頭籌成為後期歐陸空戰中的主角，探索頻道的十大戰機給予“最優秀戰鬥機”之名。
這並非意味該機在單一或數項性能指標上超過所有對手，而是作為戰爭兵器能在前線戰略急需時以其優良的量產與整備性及時且充分地供應，在機械工程領域上也是一具將各種衝突的設計指標達成高度協調的系統集成，隨戰局演進不斷及時進化並取得大量且非凡戰果，在實戰與工程實績雙方面考量下所給予的至高讚譽。

### 機身結構
P-51的機身設計簡潔精悍，擁有超越12G的機身冗餘度，符合當時美國陸航的強度標準。標準翼厚比的主翼搭配著層流翼剖面型在保證擁有充分強度與翼內空間的前提下獲得了良好的低阻高速巡航特性。五段式襟翼則緩解了層流翼低速下升力不足與失速特性嚴峻的問題（其中第一段至第二段能作為戰鬥襟翼使用，在不損失迴旋率的同時減小迴旋半徑）。隨戰局演進該機亦改進了副翼與升降舵等控制面，使低速到高速都有良好且均質的操控品質。北美公司對前線使用者的這一切回應使P-51系列進化到最終擁有絕佳的飛行性能。冷卻器安裝在機腹，依據當時最先進的氣動外型理論，進氣口隨發動機的換裝歷經了數次改變，以抗破片蒙皮包覆的冷卻器外罩曲線則順勢由機翼下方向後過渡延伸至機尾。其獨特的曲線也隨著後續型號發展逐次變化。這也成了P-51系列最大的外型特徵之一。
由於不像噴火式等機種將冷卻器半埋分置在兩翼下，因此P-51獲得較充分的翼根空間以安裝大容量自封油箱擁有較一般戰機更大的燃油酬載。輔以前述的層流翼低阻設計，使P-51從最早的實戰生產型NA-73開始便具備幾乎兩倍於同量級歐洲戰機的航程。早期的P-51配備低空性能傑出的美製艾利森V-1710一級增壓發動機。後因歐陸普遍偏重高空高速空戰的生態與美國陸航第八航空軍提出的護航需求，野馬以其傑出的機體資質爭取到換裝引擎的機會，並以出色的試驗結果擊敗了眾多盟軍一線傑作戰鬥機脫穎而出，獲得英國授權生產美版梅林V-1650系列引擎。自此脫胎換骨的P-51其總體空戰性能與戰局影響力突飛猛進、為北美公司挣得大量該機的訂單，並在1943～1944年之間趕上盟軍最重要的長程護航需求，繼承P-38和P-47的戰果並將之迅速擴大，快速扭轉了歐陸上空的戰力天平，終於為其贏得「史上最偉大戰機」的美名。

### 動力

P-51機身下方的散熱器等同一個可產生1556牛頓推力的噴射發動機

早期野馬（NA-73/NA-83、NA-91、A-36A、P-51A）採用艾利森V-1710發動機。由於本系列發動機僅具備一級一速機械增壓器，當飛行高度超過12000英呎之後，輸出功率快速下降使得高空性能不佳。之後的野馬成功換裝了由英国劳斯莱斯公司授權美國派卡德公司生產的梅林發動機（V-1650），該發動機具備兩級兩速的機械增壓器，充分改善15000甚至20000英呎以上的功率輸出，這造就了後来著名的P-51B/C/D/K。最終型號的P-51H其高性能的源頭依舊是源自於勞斯萊斯實驗型發動機RM.14.SM發展而來的V-1650-9。
P-51機身下方的散熱器也是其獲得高速的原因，因為當前方的空氣進入此散熱器為發動機的冷卻液冷卻，之後這些空氣會被加熱而得到更多動能再從後方以更高的速度噴出而產生大約1556牛頓推力，於是此散熱器等同一個可產生1556牛頓推力的噴射發動機。

### 武裝
野馬在不同型號中採用過不同的武器裝備：
- NA-73構型的P-51（美軍編號）或「野馬Mk.I」（英軍編號）採用4挺12.7mm白朗寧重機槍及4挺7.62mm白朗寧輕機槍。
- NA-83構型的P-51採用2挺12.7mm重機槍及4挺7.62mm輕機槍。
- 英國皇家空軍的NA-91構型「野馬Mk.IA」部份採用過4門20mm西斯潘諾機砲。
- NA-87 / NA-97構型的A-36A為俯衝轟炸機型，有6挺12.7mm重機槍。機鼻下方兩挺，左右兩翼各兩挺。
- NA-99構型的P-51A取消了A-36獨特的機鼻下方機槍，故只有4挺12.7mm重機槍。一部份機體裝備4門西斯潘諾20mm機砲。
- 美國陸航的P-51 B / C亦採用4挺12.7mm重機槍。（此時期的野馬型號因彈鏈供彈角度設計問題，經常卡彈。此問題在D型之後解決）

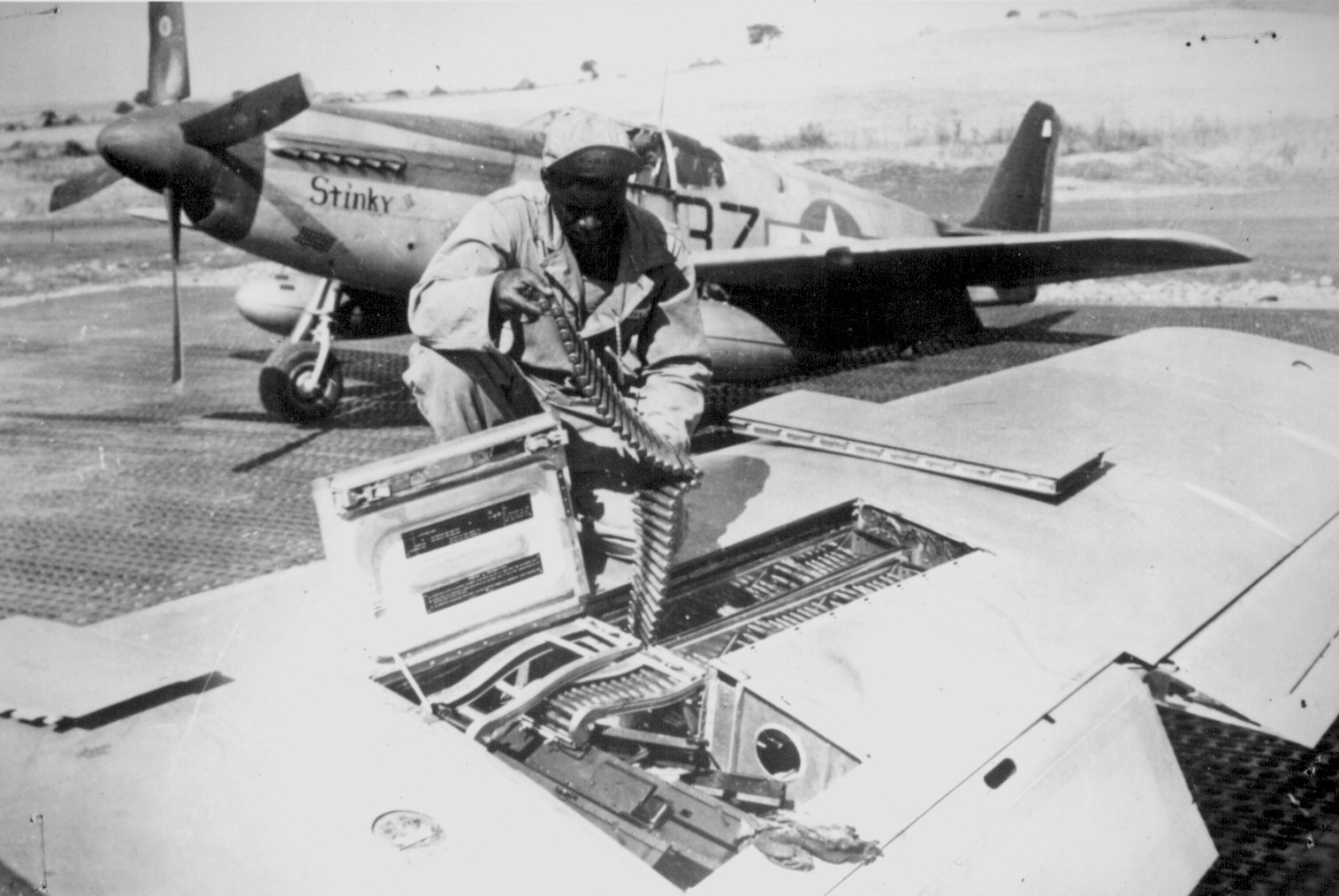
圖為著名的「塔斯基飛人隊」整備一景。地勤人員正為P-51B的四挺白朗寧重機槍上子彈。注意此圖中M2傾斜的安裝角度，此設計正是前期P-51在高G運動時經常卡彈的元兇。

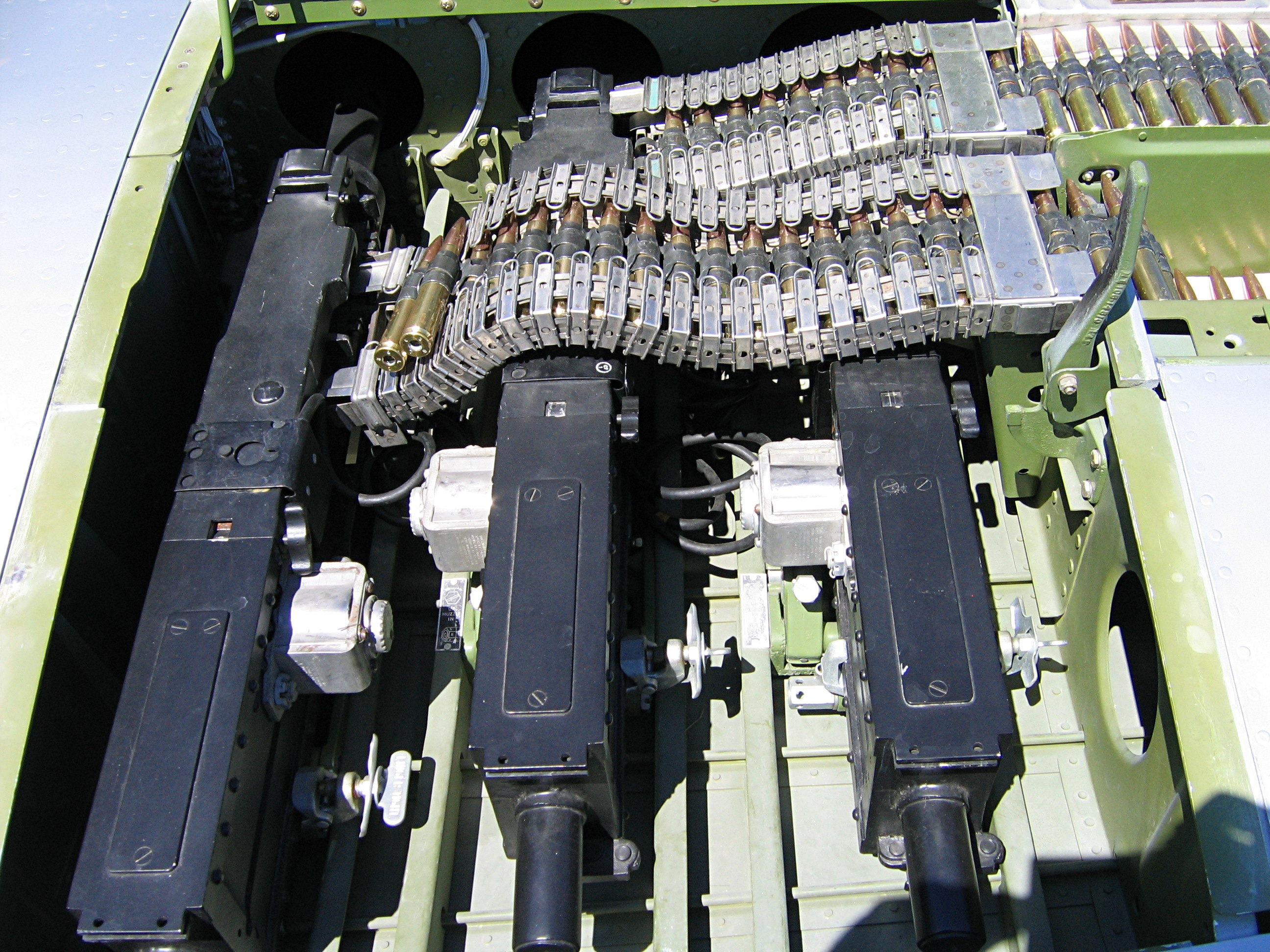
P-51D的12.7mm白朗寧重機槍。
注意機槍的安裝角度，因為這個設計變更終於使P-51D之後型號的野馬在高G運動下也能順暢的持續射擊。

- P-51D採用6挺12.7mm白朗寧重機槍。（彈藥基數：標準荷載1880發。最內側兩挺各400發，外側四挺各270發）

也可選擇4挺機槍的組態減輕重量，但除了少數極度重視運動性的駕駛採用以外，多數人傾向不選用這種損失1/3火力而僅微幅提升性能的戰地改裝。
- P-51H亦採用6挺12.7mm M2重機槍。（彈藥基數：標準荷載1820發，最大荷載2060發）

根據地勤紀錄，1949年後美國空中國民兵部隊（Air National Guard）之中某些P-51H接受了近代化的改裝，其中包括將武裝改為6挺白朗寧M3高速重機槍。
- 戰後的P-82 / F-82在內翼部採用6挺12.7mm白朗寧重機槍作為固定武裝。

另可在中線掛架下加掛一具內藏8挺12.7mm重機槍的吊艙。如此重裝下的P-82將擁有14條火線。從火線數與單位時間內打擊力評估，與同期（二戰末期誕生、二戰後服役）海軍戰鬥機型的F7F其12.7mm ×4+ 20mm ×4同屬雙發機中最頂級的射擊火力。

## 生產型號

### NA-73野馬Mk.I型
英國皇家空軍訂購的第一批，一共320架，使用V-1710-F3R發動機，武裝為4挺12.7mm重機槍與4挺7.62mm機槍。

### NA-83野馬Mk.I型
英國皇家空軍訂購的第二批，與第一批僅有少數的差異。總共遞交300架。

### NA-91野馬Mk.IA型
英國皇家空軍第三批，一共150架，其中93架改用4門西斯潘諾20mm機砲。
根據英方的使用者經驗，野馬的射擊安定性良好，較同為四砲裝備、英國自產的噴火Mk.Vc或颶風Mk.IIc更能充分發揚該砲的射程和瞬間打擊力優勢。
但因重量增加，飛行性能較裝配機槍的標準型略有下降。

### NA-99 P-51A

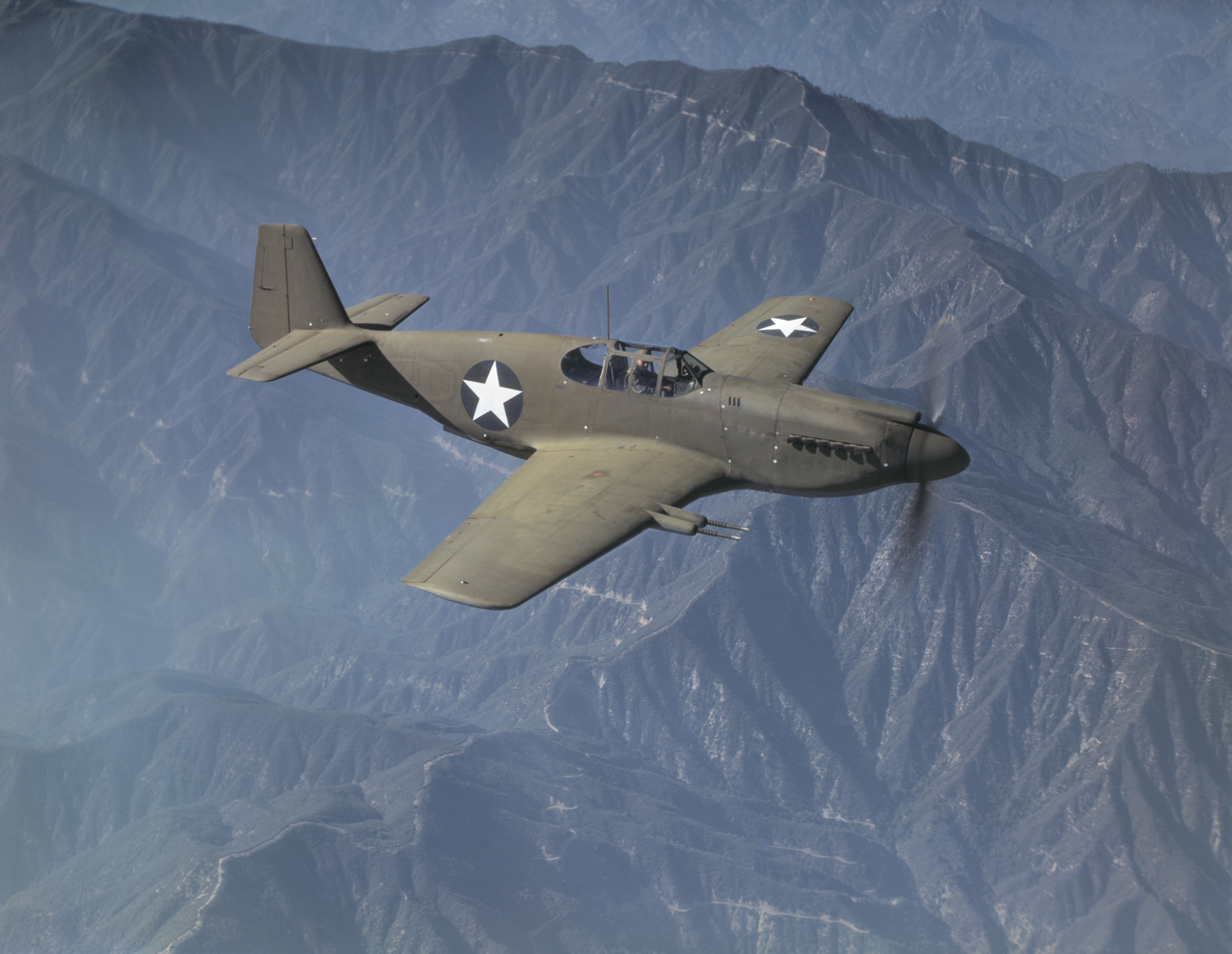
P-51A

NA-99構型始名為P-51A（意即之前的P-51編號後皆無英文字母以供區別），P-51最初作為戰鬥機採用的型號，由對地攻擊型的A-36改良而來。
仍使用美製艾利森引擎，但低空與高空的性能較先前型號稍有強化。取消了A-36獨特的俯衝減速板與機鼻下方的槍位。
由於部份機體改造自原要發往英國但被美國扣下補充陸航陣容的NA-91，因此武裝與標準型不同，為4門西斯潘諾20mm機砲。

### P-51B

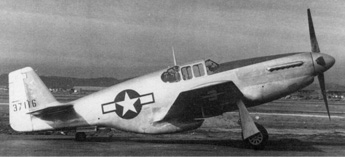
P-51B

早期的P-51由於美方政策與配額問題，沒有渦輪增壓器可用，因此是配備美製的艾利森V-1710一級增壓發動機。V-1710雖然較紮實抗損，且妥善率高，輔以野馬的機身設計，使早期的艾利森野馬擁有相當突出的低空性能。但缺乏兩級機械增壓器讓P-51在高空時必須面臨馬力不足的問題，連帶使得初期型號的高空表現不盡理想，早期的艾利森動力野馬雖一度是當時歐陸的低空速度王者，卻無法適應當時歐洲主流的高空高速空戰生態，只能屈居低空高速偵查與掃射的次要角色。英國皇家空軍對其飛行特性相當折服，稱讚其為"目前為止獲得的最佳美製戰機"，但對僅能作低空運用的動力特性不滿，1942年初開始與美方積極交流與探討換裝發動機的可能性。原本的亞利森發動機廠商由於當時設計部門編制僅有25人，面對眼下業務量已是窮於應付，難以依照使用者期望及時設計出二級增壓器的V-1710發動機。且V-1710的構造若要追加二級增壓器則必須明顯變長變重，重心與尺寸制約使北美公司不得不面臨搭載新引擎後野馬必須修改機鼻、延長機身、重新飛測的巨大工作量，到能夠列裝服役最快也要一年多至兩年的時間，在當時緊張的戰局變化下，這種大規模的改進工程顯得難以被接受。幸運的是，英方在1942年提供了當時噴火Mk.9所搭載的二級二速梅林60系列發動機供野馬改裝，以此引擎進行改裝工程的話對機身佈局僅需很小的改動量就能達到巨大且根本性的高空性能提升。
1942年底英美雙方都成功地將新的英製梅林發動機換裝至野馬上並獲得了驚人的性能躍進。勞斯萊斯搶先完成了"野馬X"，在速度與爬升能力上展現出超乎原先計算的進步。但稍後完成的北美XP-78方案則以不同的處理方式將後冷器後移整合至機腹的冷卻器組內，使機鼻僅剩下方的化油器進氣口而令曲線更加順暢，複雜化的機腹結構高度則相應的較為膨脹。機腹進氣口繼承了A-36與P-51A的基本架構，但下移了兩英吋以避開貼附機翼下方的境界層渦流。在展示了與英方同等級性能的同時，XP-78以更先進的細節處理、更好的引擎架設計和更利於維修的各處分件勝出，最終獲得英美雙方正式採用。屢次修改之後獲得XP-51B編號。再經過多次緊鑼密鼓的細節修改後，P-51B正式登場，其優秀的性能足以和當時德國主力的Bf 109和Fw 190等傑出戰機對抗甚至佔優。雖然在使用V-1650-3時期的P-51B/C型尚有諸多問題，對軸心國的一線級戰機並非全面性的優勢，但已展現各方面優秀的潛能、並為盟軍及時提供戰略需求上理想的護航機，而且設計上也已經為後續的機型奠下良好的基礎。

### P-51C

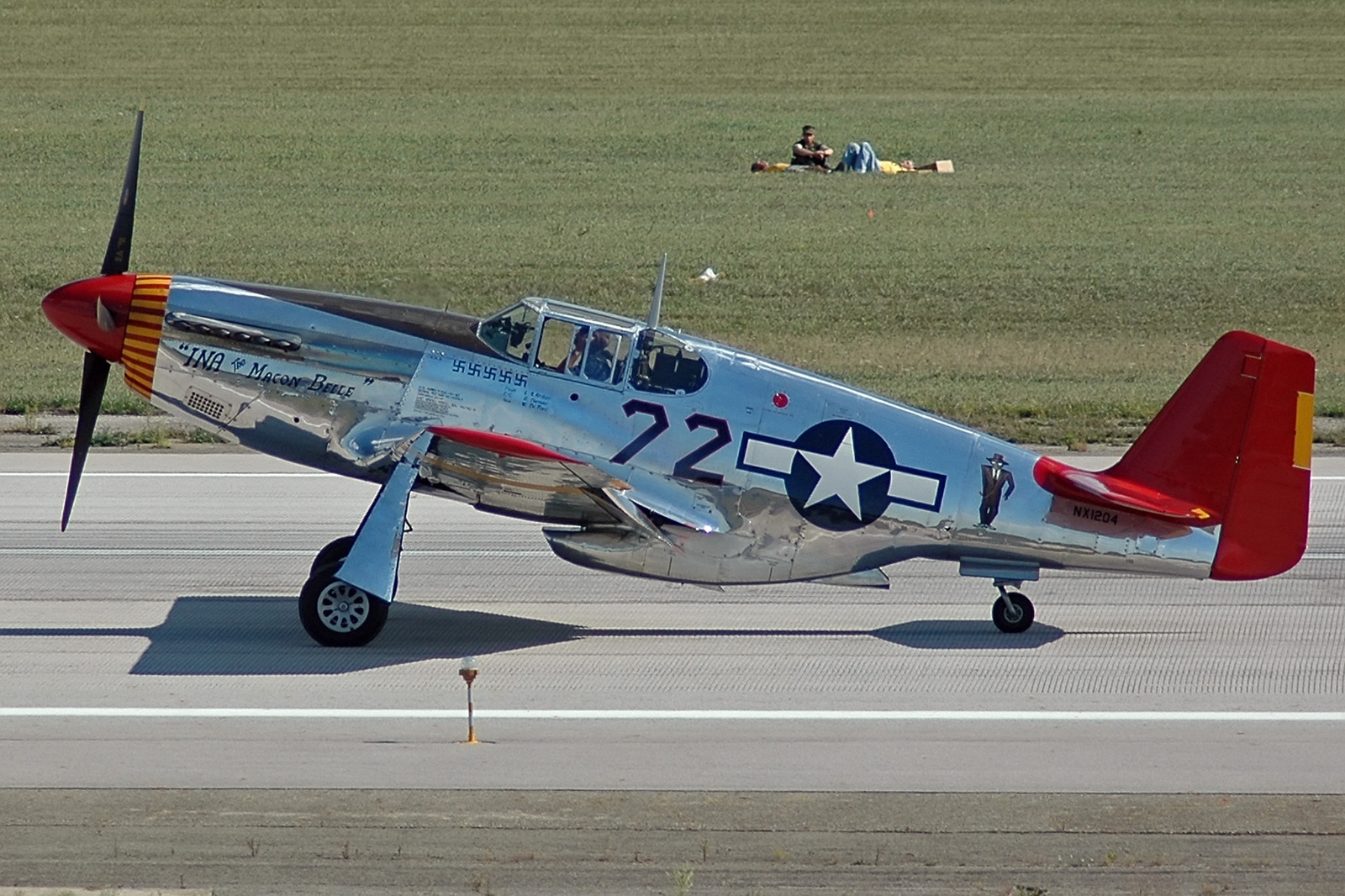
P-51C-10NT。塗裝為名聞遐邇的「塔斯基飛人隊」，即以純黑人組成而聞名的「紅尾隊」其陣中唯一王牌Lee Andrew Archer Jr.的座機樣式。

因為一部份C型將B型機的座艙罩改用類似噴火式戰鬥機的"馬科姆"氣泡式座艙，其餘跟B型機相同，因此部份人誤解P-51C就是氣泡艙罩的P-51B。事實上也有改裝氣泡艙罩的P-51B。

C型和B型的分別主要是製造廠商不同，B型是加州廠生產而C型是德州廠生產，僅有細節不同，性能完全相同。

### P-51D

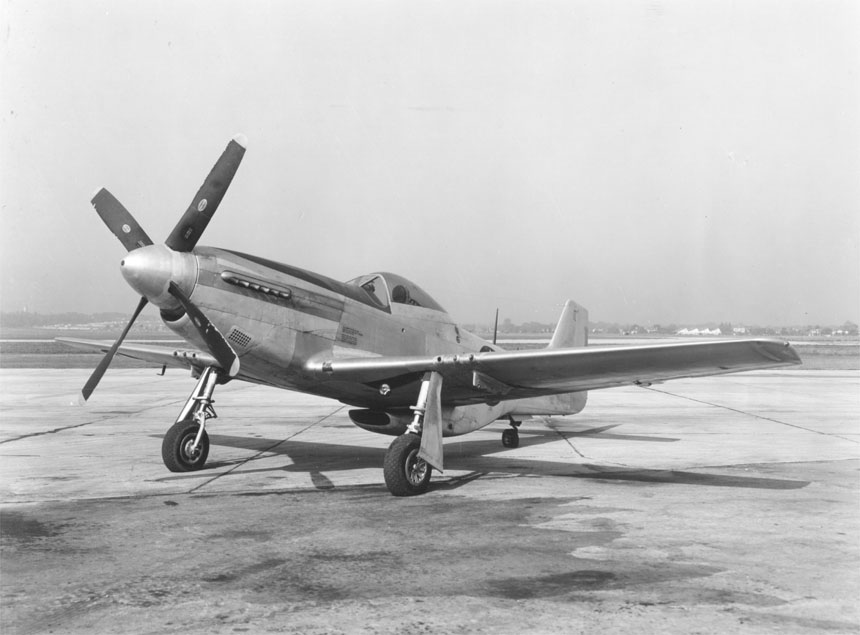
P-51D

1944年5月份，採用淚滴型座艙罩且機身結構線條更加洗練的D型機加入服役，除換裝擁有兩段式機械增壓器的派卡德梅林發動機，並強化機翼武裝至6挺12.7公釐機關槍與6枚空射火箭掛載硬點，在機身後半部追加了油箱的P-51D，其航程足以全程掩護轟炸機隊至柏林往返，因此第八航空軍大量換裝派遣為日間四引擎轟炸機編隊的護衛機，使得日間轟炸任務的轟炸機戰損下降到可容忍的比率。

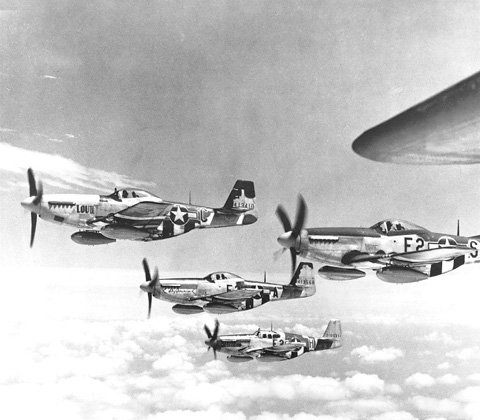
掛上副油箱的P-51D野馬式足以全程護衛盟軍轟炸機進出軸心國領空，乃盟軍得以持續戰略轟炸的一大功臣

在P-51D出現之前，戰鬥機的航程相對較短，而重量級的P-47及P-38在護衛任務上因航程限制與引擎技術問題而不盡理想，轟炸機在接近目標區的1/3往返航程中必須在沒有任何護衛機下，頂著德軍高砲部隊的槍林彈雨和戰鬥機的追殺維持隊型進行轟炸，這樣雖然有時能炸燬目標，不過轟炸機的損失也很慘重，在所謂的「黑色星期四」中，出擊的330架轟炸機甚至有高達100架被擊落，另有多機重創而在回到英國後直接報廢。有了P-51的護衛，來自德國空軍戰鬥機的威脅大幅減少而有利於轟炸機部隊對目標進行轟炸任務，進而給德國帶來毀滅性的打擊。赫爾曼·戈林在戰後接受訪問時曾說：「當我看到P-51在柏林上空時，我知道大勢已去！」
僅使用機內油箱時，P-51D的續航力為950英哩，在攜帶可拋式油箱時才具備1300英哩的續航力，而P-51D的絕對續航距離為2080英哩。
太平洋戰區方面，自從美國海軍陸戰隊在1945年初攻下硫磺島後，P-51D就以此做基地陪同B-29超級堡壘轟炸機轟炸日本各主要城市。

### P-51E
P-51E的編號原本是要給德州達拉斯廠生產的P-51使用，但是稍後這些生產的P-51編號改為P-51D-NT。P-51則完全沒有使用。

### P-51H
野馬式最後一種進入量產的改良型。由於美國在設計野馬時機身抗荷結構標準採用美國的7.33G底限，遠遠超過英國標準的5.33G（事實上，根據北美公司的設計文件，野馬的機身結構冗餘度按照軍方需求乘以國際安全規範的1.6倍，超過12G），在空重上比同級動力的英國噴火重了將近一噸，英國認為P-51的結構仍有大幅輕量化的空間，英美雙方總結後希望新機種能擁有近似噴火的迴旋性、Fw190的滾轉率、更高的速度和更低的後勤需求...等全面性的優化，因此北美航空進行名為NA-105的開發案，以P-51D設計作機身結構輕量化並換裝三種引擎進行測試，分別是：
XP-51F（與P-51D相同的V-1650）
XP-51G（梅林14SM發動機）
XP-51J（艾利森V-1710-119）
這三種試作型號均較D型減去將近一噸空重、且大量優化細節處理的改造案獲致了驚人的性能提升，其中以XP-51G最為成熟，不過部分試飛員反應對大幅減重的結構不放心，因此最後都未進入量產。但測試時輕量型野馬展示的優異性能讓改良計畫得以繼續推動，北美公司在與軍方協調妥協、再次修改結構與操控行程後，推出較上述三款輕量化試驗機更為結實的NA-126機型開發案，也就是日後的P-51H。
P-51H使用了裝設無段變速機械增壓器的派卡德-梅林V-1650-9發動機（初期緊急最大出力2080匹馬力，最後增強到2270匹馬力）。
在7620m高度時可達到784km/h的高速（根據針對低空或高空強化的各種增壓器 / 作戰重量組態設定，量產型P-51H的最大速度在760～796km/h之間)。
發動機散熱器和中冷器承襲輕量試作機的設計，機腹的散熱進氣口距機身下表面更遠，滑油散熱器從散熱器組中移出，使得散熱器組體積減小並消除了通往發動機那長而易損的滑油管。這正是先前應急改裝梅林動力的P-51B / C / D / K等型號因下方罩門面積過大，導致對地攻擊時生存性不佳的要因。
P-51H終於消除此一痼疾，且保留了與先前D型野馬同級的所有防護裝備，因此針對輕量化P-51H指稱其抗損性更低的指控是不確實的。
為解決滑油散熱問題，在滑油箱前方與中冷器之間安裝有熱交換器，靠通往後散熱器的乙二醇溶液轉移滑油的熱量。
由於先前P-51D曾遭遇後油箱設計過大而差點造成先天性不穩定的設計缺失，P-51H也在此點上作出修正，將該處油箱容量減少至50加侖。減小後方油箱體積以取回適當的縱向安定性，也緩解了後機身內部的空間緊張，在不影響駕駛座椅後方無線電與敵我識別等電子設備安裝空間的同時，加大後的冷卻器組亦得以更加深埋，較先前梅林動力野馬的配置更遠離機腹表面外板，間接提高機腹冷卻器組的抗損性。
關於減少內油容積導致航程縮減之疑慮，北美公司則以P-51H更低的阻力係數和經濟巡航設定作為回應，僅靠內油的航程確實減短但仍在可接受範圍，但在攜掛副油箱時仍擁有與先前型號相若的航程，同時擁有更高的運動性與戰鬥巡航速度。而在某些低速或高空巡航飛送的經濟巡航定義下，打擊半徑或轉場航程可比P-51D更長。
必須指出的是，儘管由於北美公司的設計與陸航自相矛盾的需求之間經過了多次拉扯與妥協，迴旋性與滾轉率並未達到預設的期望指標，但總合機動性也已較先前所有野馬型號接近設定目標。
P-51H在試飛報告中逐次修正、解決了先前型號的大部分問題，整體性能大幅提升，且改善了維護性。
最終該機幾乎在所有評鑑項目中都獲得陸航"滿意""優良"的極高評價，也得到該型號開發初期技術合作的英方高度肯定，此等成就在美製機種之中算是相當罕見。
原本美軍預定量產取代P-47N，並發下了2000架訂單交由英格塢生產，不過因為德國和日本接連投降，只生產了第一批555架後便取消後續訂單。

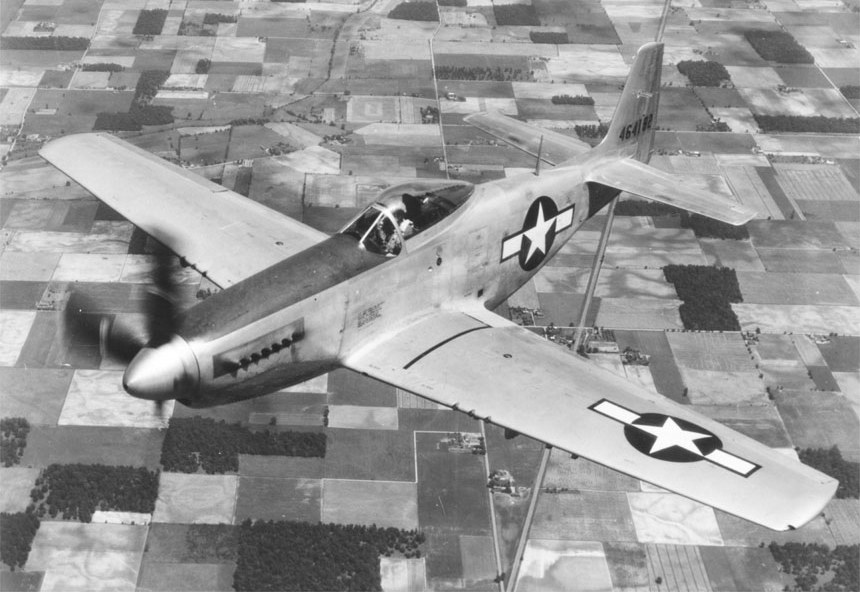
P-51H

由於生產時間太遲，因此P-51H在二戰期間並無實戰紀錄。
雖然此型就性能而言位於野馬系列中的頂尖地位，但部分美軍飛行員仍不習慣降低機體結構強度的方式換取性能的設計：
二次大戰中美軍戰機普遍採取較高（或者說過剩）冗餘度的結構設計，機體多較同期的各國對手沉重但結實。
這導致美機飛行員在作戰中較傾向無視機體限制，習慣以最大輸出和最大桿量將飛機性能施展到最大限度的粗暴操作。
追求輕量以換取高性能化，傳言相較先前一線美製戰機更脆弱的P-51H，便成了與美國主流相異的異端。
受NA-105階段XP-51F / G / J輕量過頭使人不安的流言影響，部分駕駛對於在最大動力狀況下仍要分神關注機體結構限制的P-51H產生排斥感。事實上這種顧慮是完全多餘的，P-51H在NA-105 → NA-117→ NA-126的演進階段中已逐次將結構補強回來。這也是量產版P-51H空重遠比三款輕量實驗型要重的原因。根據北美公司與陸航（戰後的空軍）驗收報告指出，P-51H的抗荷結構較先前所有型號的野馬至少強韌10%（事實上結構冗餘上限與F8F同為14.4G），並在7~9G範圍內擁有比先前所有梅林野馬更佳的抗應力特性與操控性能，即使執行9G機動也不再發生副翼脫離或破損問題。更加卓越的運動性源自於屢次改良的操控行程；在初審階段，副翼角度有限制下滾轉率完全不達標。強化副翼與操控鋼索後解除限制，副翼打到底時，低速下滾轉率約初審成績的近兩倍高達140度/秒，幾乎達成期望值，但滾轉率隨速度提高快速衰減的傾向也與模仿對象的截梢翼噴火相似，野馬以往在高速操控上優於德機的傳統優勢完全喪失。在量產第一批次的P-51H上再作修正，將滾轉率曲線的變化幅度減緩，以往野馬系列為人詬病的中低速運動性仍增益10%以上，但相較先前的P-51B/C/D/K，新野馬在640km/h以上時速的舵效則稍有減損，時速達800km/h前後則各控制面將完全鎖死，控制極限較先前型號提前約50km/h到達。這原是北美公司為了不讓駕駛員拉出超過機體荷載的動作所下的苦心，但陸航認為更加高速的新飛機若無法擁有更佳的高速操控性則失去意義，北美公司則回應此乃原有副翼的物理極限。因此在接受NACA建議而修正的新式全金屬副翼後，P-51H-5之後的新生野馬最終在所有速度與迎角下都擁有較先前P-51B/C/D/K明顯更高的滾轉率和更快的操控響應。
但由於缺乏實戰機會以玆驗證，P-51H便無從展示北美公司在其上所做的各項設計巧思，終其一生無法擺脫"輕量過頭使人不安"的流言。
加上戰機噴射化世代的來臨，活塞螺旋槳機多轉往其餘二線任務，重視的是更低的成本、更佳的抗損、更久的滯空時間、更大的打擊半徑、更長的壽限、與更大的武裝攜載量。而P-51H僅能勉強滿足前四者。甚至因為戰爭結束、訂單被砍的關係，無法以量壓價導致其連低價的成本優勢也無法滿足。
這結果導致輕量化且氣動優化、完全往空優性能發展的P-51H與類似概念的海航同期機種F8F遭逢了相似的命運：失去舞台。
在戰後大規模裁軍風潮中，從美國陸航改制而來的美國空軍將原屬旗下的所有P-51H都轉署到美國空中國民兵部隊去。其中一架P-51H送給英國作為測試平台，編號44-64192的P-51H交給美國海軍改名為BuNo 09064作為穿音速翼形測試用，1952年歸還給空中國民兵。
由於P-51D在部署、後勤和運用經驗上較P-51H更加成熟，儘管P-51H的性能更加優秀、設計更加洗練，但韓戰爆發時該型數量過少導致徵調時程和成本不划算、對地性能與大量既有的P-51D相比亦無成本效益上的明顯優勢，因此並未參加韓戰。

### P-51K
雖然有些文章指出，K型機則是D型機的長程版，擁有更佳的航程。但這與實情有些出入。
P-51K是達拉斯工廠出品、裝設A.P.（航空器材）公司新式螺旋槳的P-51D。原本期望透過已在輕量化試作型上驗證成功的新式高速槳將既有梅林野馬高速飛行時的效率提高，進而提升航程與高空性能。但由於槳葉與機身匹配不良，預期外的震動頻發，除了臨界馬赫數較D型微幅提升以外，其餘飛行性能幾乎沒有變化甚至更低。因此領到K型的飛行員多半比較失望。雖然A.P.公司積極的派員到各處前線紀錄與修正問題，但當K型徹底解決問題時戰爭已接近尾聲，同時新螺旋槳為既有機種提升的性能幅度仍不如預期，因此P-51K很難說是一次成功的嘗試。
A.P.公司的新螺旋槳原本就是為輕量野馬而量身訂做的新設計，因此末期量產的H型未遭遇K型的問題，即使輸出大幅提升，在馬力利用率與安定性的表現上依然更佳。
同時轉戰太平洋戰場上的P-51也成功護衛B-29轟炸機群進行轟炸日本的任務，在太平洋參戰雖晚且參戰次數較少，但獵殺率卻相當高。
野馬式在戰時被大量生產以提供各盟國使用。

### 其他非戰鬥機型

#### A-36A

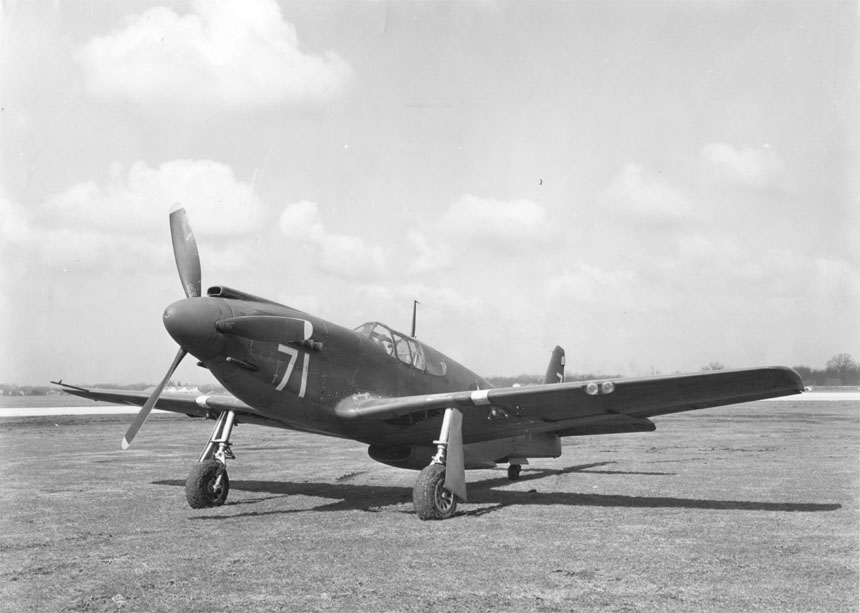
P-51獨特衍生型：A-36A俯衝轟炸機

A-36俯衝轟炸機是P-51A的對地攻擊機型，綽號「阿帕奇」，加裝了阻力減速板的俯衝轟炸機，根據飛行員的描述，A-36除了是一架稱職的俯衝轟炸機之外，同時也是一架性能良好的中低空戰鬥機。

#### F-6A
以下F開頭的野馬均為各型野馬改裝的戰術偵察機。

#### F-6C
P-51C的偵查型號

## 作戰經歷

### 東亞戰場

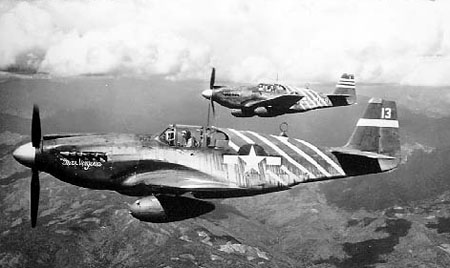
中緬印戰區的P-51A戰鬥機

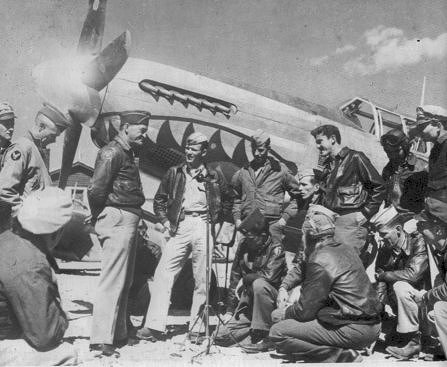
陳納德和一眾P-51飛行員

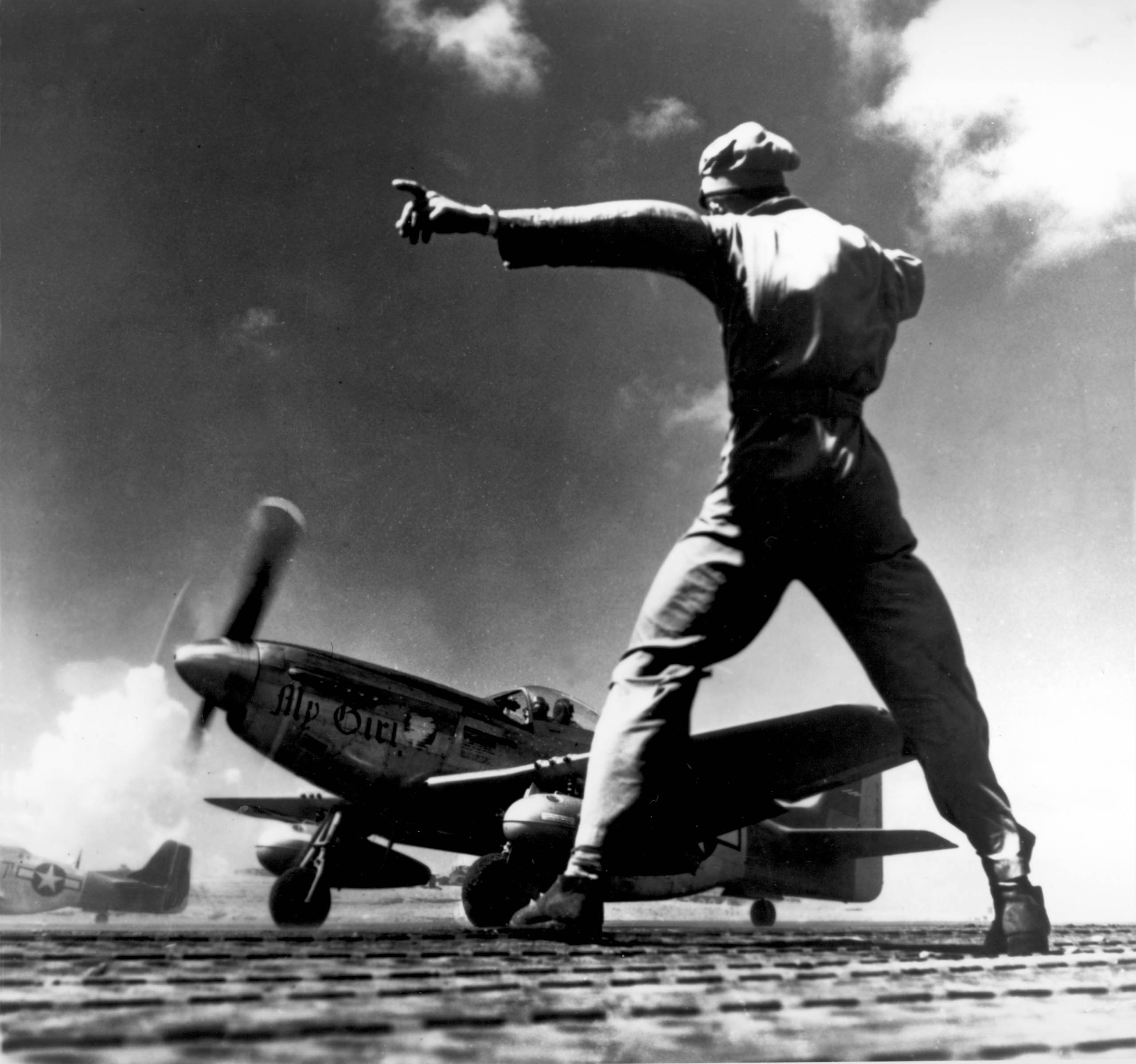
正從硫磺島起飛去日本的P-51戰鬥機

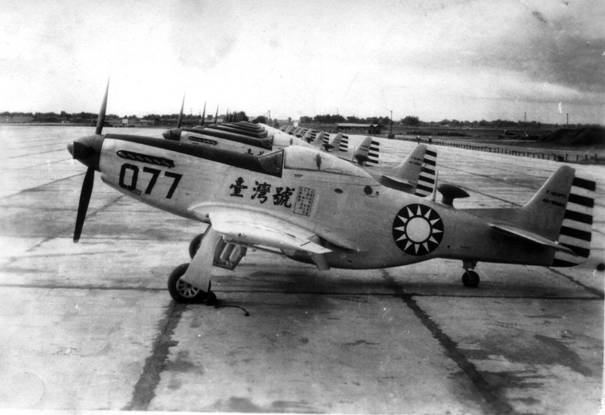
中華民國空軍P-51，命名為臺灣號，1953年

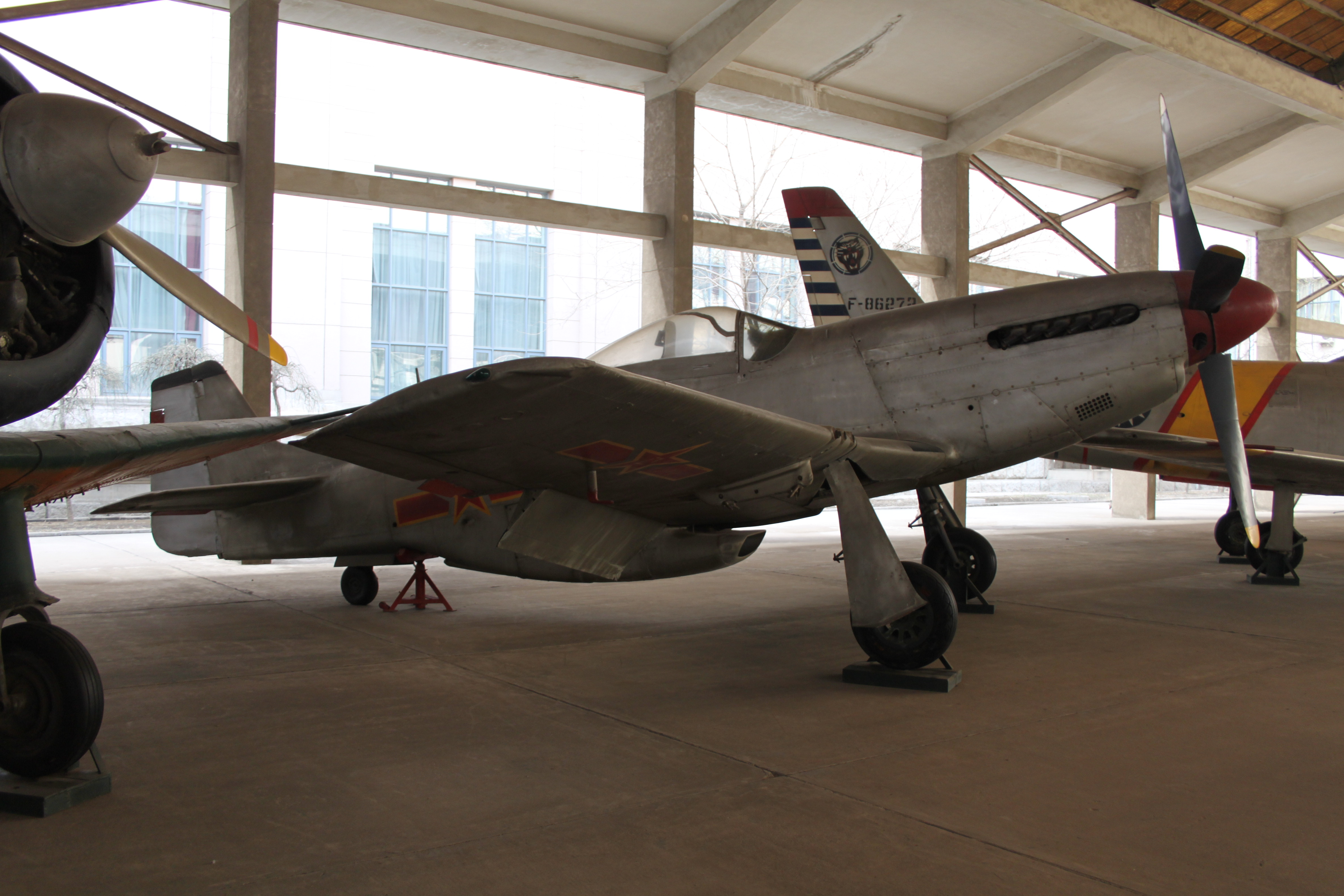
中國人民解放軍空軍的P-51D

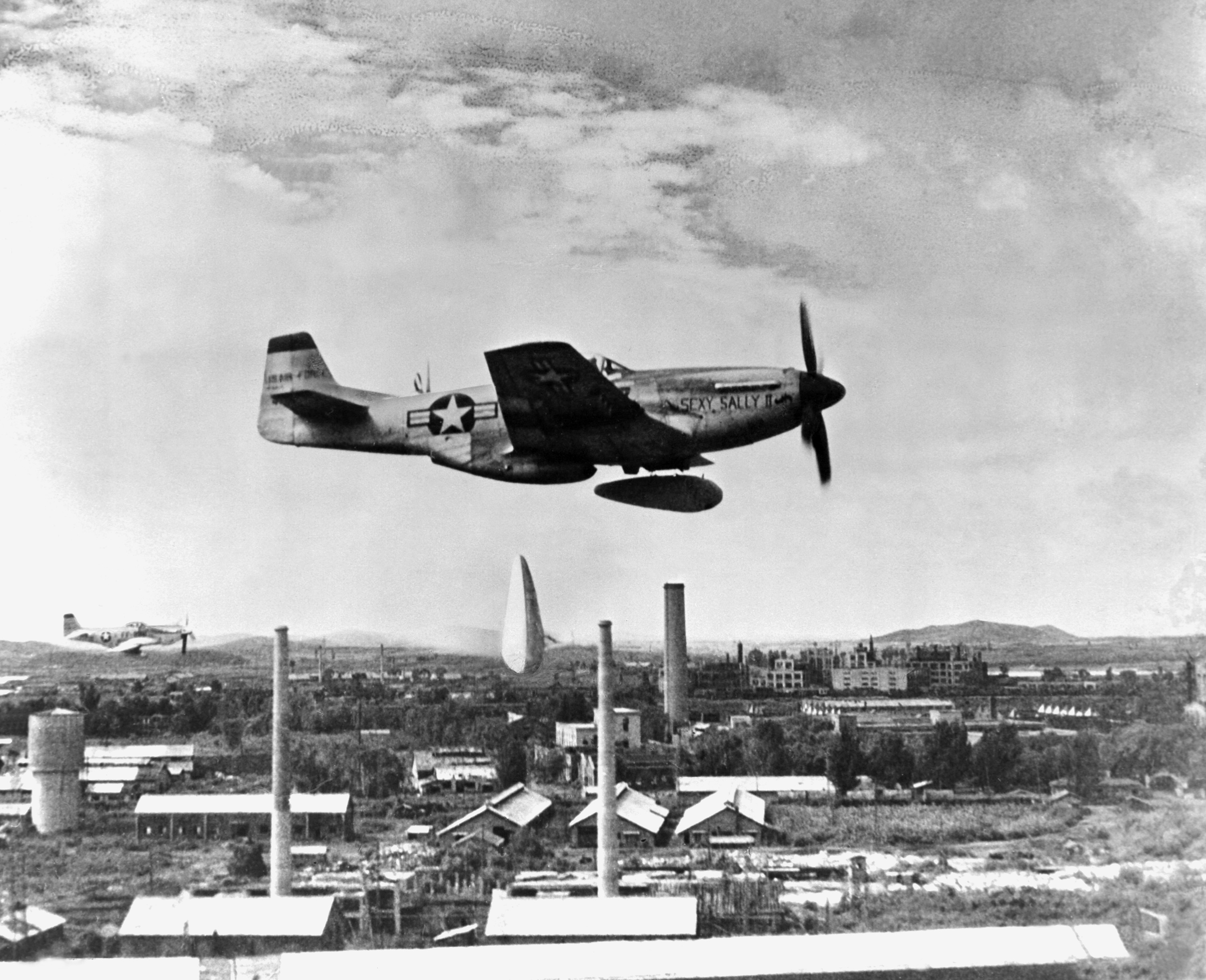
朝鲜戰争時的P-51戰鬥機

1943年P-51A首先被部處在中緬印戰區的美國陸軍航空隊的第十航空隊第311戰鬥機大隊，基地在雅魯藏布江附近，以保護通往中國的駝峰航線，P-51A也和A-36俯衝轟炸機聯手攻擊在緬甸的日軍以支援正要反攻緬北的中國駐印軍。
在中國戰區方面，1943年首批早期型的P-51B野馬進駐中國昆明交給美國陸軍航空隊駐華特遣隊（俗稱的"飛虎隊"在美國參戰，正規化後的改編單位），駐華特遣隊後增編為美國第十四航空隊。隨著美軍在中國戰場增加P-51機隊，日本軍方的制空權逐漸被壓縮，在1944年日軍為此派出裝備最新銳四式戰鬥機編成第22戰隊來華參戰。但由於同盟國佔有物量上的優勢，日本人即使曾短暫的取得戰術均勢，但最後仍在數量上被壓倒。
至1945年，P-51D開始配備給第十四航空隊後，其配備的B／C型轉移給中美空軍混合團使用。隨著中國戰場物資運輸逐漸穩定後，中美空軍的野馬機群開始有餘裕主動出擊。
1945年初，美國海軍陸戰隊攻下硫磺島後，美國空軍第七戰鬥機司令部的P-51野馬戰鬥機於1945年3月開始進駐該島，以為轟炸日本的B-29轟炸機護航。
1945年2月10日在菲律賓，一架由科迪斯中校駕駛並名為「黑天使」的P-51D發現一架美軍C-47運輸機正飛往日軍方向，在無線電警告無效後，科迪斯中校開火打爆這架C-47的兩個發動機，在失去動力後，此架C-47落海，飛機上都是美國人，包括有兩名護士和9名傷兵和一名飛行員，原來此機的飛行員搞錯方向而無線電又剛好故障，科迪斯中校的果敢令他們免被日軍俘擄，他們後來被一架PBY飛艇救起，所以，這個戰果也被美國軍方確認，於是在黑天使的擊落標記上也出現了一面美國國旗。
由於日本空軍缺乏對美國轟炸機攻擊的抵抗，第七戰鬥機司令部從7月開始只承擔對地攻擊任務。這些攻擊經常針對機場進行，以摧毀為攻擊預期的盟軍入侵艦隊而儲備的飛機。雖然P-51飛行員只是偶爾在空中遭遇日本戰鬥機，但機場受到防空砲台和攔截氣球的保護。到戰爭結束時，第七戰鬥機司令部已進行了51次地面攻擊襲擊，其中41次被認為是成功的。戰鬥機飛行員聲稱摧毀或損壞了1,062架飛機和 254 艘船隻，以及大量建築物和鐵路機車車輛。美國的損失包括91名飛行員喪生，157架野馬被摧毀。
抗戰勝利後，國民政府把P-51投入國共內戰，1946年，中華民國空軍航空委員會改組成為空軍總司令部，P-51戰鬥大隊原轄四個中隊，每中隊配屬12架，後又接收278架P-51，經過篩選及作戰試飛等損失後，編制為三個大隊，每大隊轄三個中隊，各大隊配屬D、K型75架。空軍將裝備野馬機的部隊調往東北地區協助剿共，當時共產黨沒有空軍，因此野馬機執行的任務多是對地攻擊和偵查任務。長春、瀋陽、北平相繼淪陷後，國軍將大部分空軍中隊調往東南沿海。
1950年蘇聯派軍參戰，除派出飛行員外也帶來La-11戰鬥機和米格-15戰鬥機。起初空軍司令部對此情報並不重視，但3月5日四大隊23中隊趙健少尉被不明機擊落殉職，4月2日22中隊執行偵巡任務的兩架野馬機被擊落（攻擊者可能是蘇聯空軍古左夫駕駛的La-11），中隊長李長泰少校殉職、王寶翔上尉海上迫降後由海軍太昭號救起。一個月內損失3架野馬機使四大隊組織由大隊長張光蘊中校、王夢書中尉、李叔元上尉、梁登榜中尉、副大隊長王延齡少校、郭鳳林中尉、陳畫世上尉、王清華中尉、22中隊長代理中隊長孟鳴歧上尉、楊濟華中尉、陳燊齡上尉、但功浙中尉，共三個編隊12架野馬機對上海地區機場進行威力偵察。任務途中在江灣機場發現有著後掠翼的戰機起飛，但野馬機即便是俯衝也未能追上那些起飛後向西逃逸的飛機。由於蘇聯的介入和P-51、P-47對米格機的性能差距，使舟山群島的形勢逆轉，政府在5月宣布主動放棄舟山群島。1953年美國軍援F-84戰鬥機等噴射機後空軍便將野馬機除役。
1948年9月23日一架第4大隊的P-51由北平起飛到吉林四平機場向解放軍投誠，之後又有兩架跟進，1948年解放軍又在錦州找到幾架待修的機體，同年11月解放軍成立了第五修理廠，先後修理了36架，令解放軍可用的P-51達到39架，當中大部份是P-51D，其餘是P-51K。
1949年10月1日中華人民共和國成立時總共有9架P-51參與開國大典，為了防止中華民國空軍前來騷擾，在機翼的機槍是有子彈的，現在於北京小湯山航空博物館仍展出一架解放軍的P-51K。
1950年，朝鲜戰争爆發，P-51也入朝參戰，成為聯合國軍的對地攻擊機，並把順應陸航改制空軍後的新命名規則，將編號改為F-51，部分退役的F-51D由美國富商買下當作公務機出租稱為卡維利爾野馬。
1960年代美國國防部軍援部分經濟困難的友好發展中國家，把完全翻新的F-51D 卡維利爾野馬MK-2持續投入作為反遊擊戰直到1984年方全部退役。以作為此螺旋槳傳奇戰機最後的軍事用途。

## 生產總數
參考資料：美國軍方飛機生產資料（自1909起）
- NA.73X原型機：1架
- P-51：150架
- P-51A：310架於加州英格塢生產
- P-51B：1,988架於加州英格塢生產
- P-51C：1,750架於德克薩斯州達拉斯生產
- P-51D：總生產量8,156架：6,502架於加州英格塢生產，1,454架於德克薩斯州達拉斯生產，另外還有200架於澳大利亞的Fisherman's Bend生產
- XP-51F：3架
- XP-51G：2架
- P-51H：555架於加州英格塢生產
- XP-51J：2架
- P-51K：1,500架
- P-51L：無生產 - 計劃遭取消
- P-51M：1架於德克薩斯州達拉斯生產
- 野馬I：620架
- 野馬III：852架
- 野馬IV：281架
- 野馬IVA：595架

總生產數量：约15,466架（二戰美國戰鬥機總生產量第二名，僅次於P-47戰鬥機）

## 使用國家
| - 美国（生產國） - 南非 - 阿根廷 - 玻利维亚 - 加拿大 - 瑞士 - 古巴 - 薩爾瓦多 - 法國 | - 海地 - 印度尼西亞 - 以色列 - 義大利 - 大日本帝国（擄獲一架P-51C） - 荷蘭 - 尼加拉瓜 - 新西兰 - 菲律賓 | - 波蘭 - 中華民國 - 中华人民共和国（39架從中華民國空軍繳獲使用） - 英国 - 苏联 - 乌拉圭 - 斯里蘭卡 - 瑞典 - 委內瑞拉 |

## 流行文化
- 2015年臺灣電視劇《一把青》，以國共內戰時國軍P-51野馬飛行員作為故事，為此委託高雄市飛機製作師黃良誠先生用檜木造了一架仿真1:1比例的P-51D
- 2022年捍衛戰士：獨行俠 彼得·米契爾上校的私人飛機

而在二次大戰後興起的電腦遊戲當中有P-51野馬的有： 
- 戰地1942
- 戰地5
- 戰爭雷霆
- 文明6
- 應徵入伍

## 外部連結
- North American P-51 Mustang（页面存档备份，存于）
- Bud Anderson's P-51 Mustang "Old Crow" Web Page（页面存档备份，存于）
- 天马行空（页面存档备份，存于）
- 戰功彪炳的美製北美P-51野馬式戰鬥機（页面存档备份，存于）
- 《一把青》道具機閒置 原創人黃良誠盼留做教育展示（页面存档备份，存于）
- 與台灣有關的美軍傳奇英雄（页面存档备份，存于）
- P-51 Mustang - Great Planes - Flight Journal Magazine
- The P-51 Mustang: sights, sounds, history -MustangsMustangs（页面存档备份，存于）
- Mustang (Allison Engine) Performance Trials
- P-51 Mustang Performance（页面存档备份，存于）